# آلبرت بیرد
آلبرت بیرد (انگلیسی: Albert Byrd; ۲۸ نوامبر ۱۹۱۵ – ۲۶ ژوئن ۱۹۹۰) دوچرخه‌سوار اهل ایالات متحده آمریکا بود. وی در بازی‌های المپیک تابستانی ۱۹۳۶ شرکت کرده است.